# نگوتین
نگوتین (به صربی: Negotin) یک روستا در صربستان است که در منطقه نگوتین واقع شده‌است. نگوتین ۴۶ متر بالاتر از سطح دریا واقع شده‌است.